# 1910 год в науке

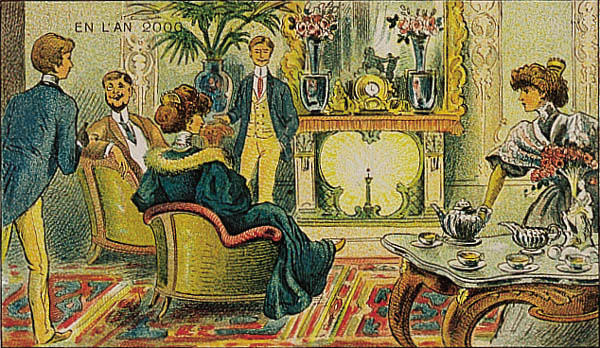
Отопление радием: камин XXI века. Французская карточка 1910 года

В 1910 году были различные научные и технологические события, некоторые из которых представлены ниже.

## События
- Земля в своём движении по орбите проходит через хвост кометы Галлея.
- Марии Склодовской-Кюри впервые в мире удалось выделить металлический радий из его соли и подробно изучить его свойства.
- Впервые использован термин «эконометрика» (Econometrics; Paweł Ciompa)[1].
- 5 июня — в Киеве поднялся в воздух первый аэроплан российской постройки, который создал А. С. Кудашев.

## Открытия
- Категория:Астрономические объекты, открытые в 1910 году
- Категория:Животные, описанные в 1910 году

## Награды
- Ломоносовская премия[2]:53-108
  - А. В. Вознесенский за создание «Очерков климатических особенностей Байкала»[3].
- Нобелевская премия:
  - Физика — Ян Дидерик Ван-Дер-Ваальс — «За работу над уравнением состояния газов и жидкостей».
  - Химия — Отто Валлах — «В знак признаний его достижений в области развития органической химии и химической промышленности, а также за то, что он первым осуществил работу в области алициклических соединений».
  - Медицина и физиология — Альбрехт Коссель — «За вклад в изучение химии клетки, внесённый исследованиями белков, включая нуклеиновые вещества».

- Медаль Дарвина:
  - Роланд Тримен[англ.] (1840—1916), энтомолог.

- Медаль Копли:
  - Фрэнсис Гальтон

## Родились
См. также: Категория:Родившиеся в 1910 году
- 1 мая –  Абдулхай Хабиби, афганский историк, академик.
- 11 июня — Жак-Ив Кусто, французский океанограф, фотограф, режиссёр, изобретатель (ум. 1997).
- 13 июня — Пётр Григорьевич Куликовский, советский астроном.
- 22 июня — Конрад Цузе, немецкий инженер, создатель первого программируемого компьютера Z3 и первого языка программирования высокого уровня Планкалкюль (ум. 1995).
- 29 августа — Григорий Алексеевич Каблучко, украинский и советский учёный, основатель научной школы современного украинского садоводства (ум. 1992).
- 19 октября — Субраманьян Чандрасекар, американский астрофизик, лауреат Нобелевской премии по физике (1983) (ум. 1995).
- 16 декабря — Мисаэль Акоста Солис, эквадорский натуралист, ботаник, географ, эколог (ум. 1994).

## Скончались
См. также: Категория:Умершие в 1910 году
- 27 мая — Роберт Кох, немецкий микробиолог, открывший бациллу сибирской язвы, холерный вибрион и туберкулёзную палочку. Лауреат Нобелевской премии по физиологии и медицине 1905 года.
- 14 июня — Василий Яковлевич Михайловский, протоиерей РПЦ, богослов, поэт, педагог, настоятель Церкви Вознесения, председатель Петербургского общества трезвости[4].
- 26 августа — Уильям Джеймс, американский философ и психолог, один из основателей и ведущий представитель прагматизма и функционализма; старший брат писателя Генри Джеймса.
- 1 сентября — Александр Михайлович Зайцев, русский химик (род. 1841).